# ŠD Brezje
Športno društvo Brezje Maribor, krajše ŠD Brezje je slovenski futsal klub iz Maribora. Klub je zaradi sponzorskih razlogov bil poznan kot PROEN Maribor. Trenutno je ime kluba FutureNet Maribor. 

## Zgodovina

### Ustanovitev in začetki
ŠD Brezje je bil ustanovljen leta 2011, saj Maribor takrat ni imel futsal predstavnika. Klub je začel tekmovati v 2. slovenski futsal ligi. Njihov jasen cilj je bil, da v nekaj sezonah nastopi v najvišji diviziji oziroma med slovensko futsal elito in se utrdi kot stabilen prvoligaš. 

### Uvrstitev v 1. slovensko futsal ligo
Po dveh sezonah nastopanja v 2. futsal ligi, je leta 2013 ekipi le uspela uvrstitev v 1. slovensko futsal ligo in se prvo sezono tudi obdržala med futsal elito. V drugi sezoni nastopanja so v 1. SFL osvojili 3. mesto. 

### Državni in pokalni prvak
Največji uspeh je klub osvojil v sezoni 2015/16, ko je ekipa osvojila dvojno krono, postali so pokalni prvaki Pokala Terme Olimia, kot tudi državni prvak Slovenije. Darilo za osvojitev dvojne krone je bilo nastopanje v evropski Ligi prvakov.
Klub je ponovil uspeh tudi v sezoni 2016/17. 

### Futsal Liga prvakov
Po osvojenem državnem prvenstvu Slovenije v sezoni 2015/16 se je ekipa uvrstila v Ligo prvakov za sezono 2016/17. V predtekmovalni skupini G (tekme so igrali v Mariboru), kjer so bile še albanska Tirana, luksemburški Munsbach in poljska Zduńska Wola, je Brezje Maribor prepričljivo s tremi zmagami in gol razliko 24:8 osvojil prvo mesto in se uvrstil v nadaljnjo tekmovanje. Žreb jim je v skupini 1 namenil ukrajinskega gostitelja tekem v Lvovu Energia Lviv, madžarski ETO Győr in francoski Kremlin-Bicêtre United. Z eno zmago, dvema porazoma in boljšo gol razliko ter drugim mestom so se prebili v elitni del tekmovanja, ki so ga prav tako gostili v domači dvorani v Mariboru. Žreb jim je namenil španskega prvaka Inter FS, češki EP Chrudim in srbski Ekonomac. Z zmago in dvema porazoma so tekmovanje končali na tretjem mestu.

### Sprememba imen
Klub od ustanovitve dalje uporablja različna imena:
- ŠD Brezje (2011–2013)
- RE/MAX Brezje Maribor (2014–2015)
- PROEN Maribor (2016–2017)
- FutureNet Maribor (2017-danes)

## Dvorana
Ekipa igra domače tekme v dvorani Taboru, s kapaciteto 3,800, ki se nahaja v okrožju Tabora, v Mariboru.
Drugi dvorani, kjer prav tako lahko igrajo tekme imajo kapaciteto 2,100 gledalcev. To sta Lukna in TŠC Maribor, ki se nahajata v okrožju Tezna. 

## Dosežki in uspehi

### Dosežki
- 1. slovenska futsal liga: 1
2015/16
2016/17
- Pokal Terme Olimia: 1
2015/16
2016/17
- Pokal MNZ Maribor: 2
2013/14, 2014/15

### Uspehi
Kronološki pregled dosedanjih uspehov kluba:
- 2011/12 – ustanovitev kluba ŠD Brezje Maribor in 5. mesto v prvi sezoni 2. slovenske futsal lige
- 2012/13 – 3. mesto v 2. SFL in uvrstitev v 1. slovensko futsal ligo
- 2013/14 – obstanek v 1. SFL; pokalni prvak MNZ Maribor; 1. mesto na mednarodnem turnirju - 2. Styria Futsalcup
- 2014/15 – uvrstitev med 4 najboljše ekipe v državi - končnica za naslov državnega prvaka; končno tretje mesto v 1. SFL; pokalni prvak MNZ Maribor
- 2015/16 – pokalni prvak Slovenije - Pokal Terme Olimia; državni prvak Slovenije; udeleženec Lige prvakov
- 2016/17 – pokalni prvak Slovenije - Pokal Terme Olimia; državni prvak Slovenije; udeleženec Lige prvakov

## Statistika

### Sezone kluba
| Sezona  | Divizija | Liga   | Poz. | Pokal       | Superpokal    | Futsal Liga prvakov |
| ------- | -------- | ------ | ---- | ----------- | ------------- | ------------------- |
| 2011–12 | 2        | 2. SFL | 5    | —           | —             | —                   |
| 2012–13 | 2        | 2. SFL | 3    | —           | —             | —                   |
| 2013–14 | 1        | 1. SFL | 7    | Prvi krog   | —             | —                   |
| 2014–15 | 1        | 1. SFL | 3    | Četrtfinale | —             | —                   |
| 2015–16 | 1        | 1. SFL | 1    | Zmagovalec  | —             | —                   |
| 2016–17 | 1        | 1. SFL | 1    | Zmagovalec  | Drugouvrščeni | Elitni del          |

### Evropska tekmovanja
| Sezona  | Tekmovanje          | Krog           | Država      | Nasprotnik             | Rezultat | Dvorana |
| ------- | ------------------- | -------------- | ----------- | ---------------------- | -------- | ------- |
| 2016/17 | Futsal Liga prvakov | Predtekmovanje | Albanija    | Tirana                 | 4–2      | Maribor |
| 2016/17 | Futsal Liga prvakov | Predtekmovanje | Luksemburg  | Munsbach               | 14–2     | Maribor |
| 2016/17 | Futsal Liga prvakov | Predtekmovanje | Poljska     | Zduńska Wola           | 6–4      | Maribor |
| 2016/17 | Futsal Liga prvakov | Prvi krog      | Madžarska   | ETO Győri              | 0–4      | Lvov    |
| 2016/17 | Futsal Liga prvakov | Prvi krog      | Ukrajina    | Energia Lviv           | 6–2      | Lvov    |
| 2016/17 | Futsal Liga prvakov | Prvi krog      | Francija    | Kremlin-Bicêtre United | 1–2      | Lvov    |
| 2016/17 | Futsal Liga prvakov | Elitni krog    | Srbija      | Ekonomac               | 6–2      | Maribor |
| 2016/17 | Futsal Liga prvakov | Elitni krog    | Češka       | EP Chrudim             | 1–4      | Maribor |
| 2016/17 | Futsal Liga prvakov | Elitni krog    | Španija     | Inter FS               | 1–3      | Maribor |
| 2017/18 | Futsal Liga prvakov | Prvi krog      | Rusija      | MFK Dina Moskva        |          | Maribor |
| 2017/18 | Futsal Liga prvakov | Prvi krog      | Portugalska | SC Braga/AAUM          |          | Maribor |
| 2017/18 | Futsal Liga prvakov | Prvi krog      | Španija     | Inter FS               |          | Maribor |

## Člansko moštvo

### Ekipa za sezono 2016/17
| Št. | Država               | Položaj | Igralec             |
| --- | -------------------- | ------- | ------------------- |
| 1   | Hrvaška              | GK      | Ivan Pavlić         |
| 2   | Slovenija            | FW      | Nikola Jandrić      |
| 3   | Bosna in Hercegovina | DF      | Ivan Matan          |
| 4   | Hrvaška              | DF      | Anton Gaši          |
| 5   | Slovenija            | DF      | Anže Kraljič        |
| 6   | Slovenija            | DF      | Rok Rednak          |
| 7   | Slovenija            | DF      | Žiga Čeh            |
| 8   | Slovenija            | FW      | Uroš Kroflič        |
| 9   | Bosna in Hercegovina | FW      | Dario Markić        |
| 10  | Slovenija            | FW      | Aleš Vrabel         |
| 11  | Slovenija            | FW      | Davor Gajser        |
| 12  | Slovenija            | GK      | Florjan Fras        |
| 14  | Hrvaška              | FW      | Kristijan Postružin |

| Št. |           | Položaj | Igralec       |
| --- | --------- | ------- | ------------- |
| 16  | Slovenija | GK      | Nik Jagarinec |
| 17  | Slovenija | DF      | Jurček Klinc  |
| 19  | Slovenija | DF      | Miha Magdič   |

Trener: Matej Gajser 
 Pomočnik trenerja: Simon Šabeder
Vir: ŠD Brezje Arhivirano 2016-10-25 na Wayback Machine.